# インドネシア鉄道公社Hitachi電車
Hitachi（ヒタチ）は、かつてインドネシアの首都であるジャカルタ都市圏の電化鉄道路線（KRLコミューターライン）で運用されていた KL3-97形電車・EA102系電車の通称である。

## 導入までの経緯
日本からの円借款を利用し、1976年から電車の導入や複線化、高架化工事などを含む施設の近代化が行われたジャカルタ都市圏の電化路線は、インドネシアの経済発展による道路事情の悪化も重なり利用客の増加が年々進み続けた。その中で車両の増備も進み、1992年から製造が行われたKL3-92/93形電車（ABB-Hyundai）以降は制御方式がそれまでの抵抗制御からVVVFインバータ制御へと変更された。そして更なる利用客の増加に対応するべく発注が行われたのが、製造メーカーである日立製作所にちなみ"Hitachi"と呼ばれた車両である。

## 概要
車体はジャカルタ都市圏の電車の標準仕様であった全長20m・片側3扉（両開き）の4両編成で、最大3編成まで連結可能である。車体はFRP造形による先頭部や台枠の一部を除いて高抗張力ステンレス鋼板を用いた軽量ステンレスで構成されている。先頭部は「く」の字に曲がった流線型・2枚窓で、上部に設置された前照灯の下には円形の信号装置が備わっている。登場当時の塗装は当時インドネシアの鉄道を管理していたインドネシア鉄道公社（PERUMKA）のシンボルカラーであった青の濃淡2色の帯を窓下に塗るものであった。座席配置は先頭車（Tc1、Tc2）がロングシート、中間車（M1、M2）がクロスシートとなっており、従来車よりも床上高さを100mm低くする事で低床プラットフォームからの乗降が容易になっている。なお冷房装置は搭載されておらず、換気装置としてラインデリアが設置されている。
台車は日本国内の通勤電車で使用実績があるボルスタレス台車を基本に設計され、軌道状態が悪いジャカルタ都市圏での運用を考慮し台車枠の強化が行われている。駆動装置は歯車式継手を用いた平行カルダン駆動方式を採用している。主回路制御はGTOサイリスタを半導体素子に用いたVVVFインバータ制御装置で、中間電動車（M1、M2）に各1台搭載されている。主電動機は勾配区間の走行を考慮した設計となっており、車体側面窓の上部にある戸袋から取り入れた空気を用いて冷却を行う。集電装置はシングルアームパンタグラフを用いる。

## 運用
1997年4月に最初の編成がインドネシアに到着し、内装など現地で製造された部品を組み合わせた後翌5月に試運転が行われ良好な成績を記録した。この車両については一部の部品を除き日立製作所によって作られたが、以降の5編成20両については日立からの技術指導のもとでインドネシアの国営車両メーカーであるインダストリ・クレタ・アピ（PT.INKA）によるノックダウン方式での製造が行われた。
営業開始当初は通過駅が存在するビジネスクラス（kelas bisnis）に用いられていたが、冷房装置が搭載された都営6000形電車の無償譲渡が行われた2000年以降は非冷房車両による各駅停車列車であるエコノミークラス(Ekonomi)として運行し塗装も変更された。末期は乗降扉を開け放したまま走行し、運賃の安さにより混雑時には屋根の上にまで乗客が溢れるという安全性や快適性に難がある状態となっていた。
他のVVVFインバータ制御の車両と比べ故障が少なく安定した運行を続けていたが、2013年7月にKRLジャボタベックの運賃体系変更によりKRLジャボタベックの全列車が冷房完備（Commuter Line）になった結果、同年の7月24日をもって他の非冷房編成と共に営業運転から引退した。
なお、"Hitachi"導入以降もジャカルタ都市圏の電化路線における輸送需要の増加は続いたが、アジア経済危機による新型車両導入用の資金調達が困難になった事や自国企業の技術向上などの理由から、以降の車両増備は日本を含む海外からの新製車両の輸入およびノックダウン方式での生産ではなく、日本からの中古車両の導入か海外メーカーからの技術支援によるPT.INKA独自の新型車両によって行われている。

## 関連形式
- その他のKL3形電車
  - KL3-76/78/83/84/86/87形 "Rheostatik" - 1976年-1987年にかけて40編成120両が導入された 日本車輌製造、川崎重工業、日立製作所（電気機器）製の電車。制御方式は抵抗制御だった[12][3]。
  - KL3-92/93形 "ABB-Hyundai" - 1992年と1993年に2編成8両が導入された現代モービス、ABB（電気機器）製の電車。制御方式はVVVFインバータ制御であった[12][3]。
  - KL3-94/96/97/98/99/2000/2001形 BN-Holec" - 1994年から2002年にかけて32編成128両導入された、La Brugeoise et Nivelles SA（英語版）（BN、現：ボンバルディア・トランスポーテーション）およびインダストリ・クレタ・アピ（PT.INKA）製の電車。制御方式はVVVFインバータ制御であった[12][3]。

## 参考資料
- 大場英資、松村泰幸、大関俊行、宗像政美「インドネシア・陸運総局納KL3-97電車」『車両技術 214号』、日本鉄道車輌工業会、1997年10月、74-86頁、ISSN 0559-7471。

- 古賀俊行『インドネシア鉄道の旅 魅惑のトレイン・ワールド』潮書房光人社、2014年7月。ISBN 978-4-7698-1573-0。

- 家田仁、溝上章志、城所哲夫、岩倉成志 (2003年2月). “ジャボタベック圏鉄道網総合インパクト評価 - JICA” (PDF).   国際協力機構. 2019年6月13日閲覧。

- 国土交通省 (2008年4月). “インドネシア（平成20年4月版）” (PDF). 2019年6月13日閲覧。

- 国際協力機構 (2010年12月). “ジャボタベック鉄道を交通の大動脈に インドネシア” (PDF). 2019年6月13日閲覧。

- 藤井大輔「ジャボデタベック圏での公共交通の現状と課題」（PDF）『交通技術』第74巻第1号、交通経済研究所、2014年1月、105-115頁、2019年6月13日閲覧。